# ドライバーレス・メトロ
ドライバーレス・メトロ（英語: AnsaldoBreda Driverless Metro/Hitachi Rail Italy Driverless Metro）はイタリアのフィンメッカニカグループの旧アンサルドブレーダ社およびその後身である日立製作所傘下の（日立レールイタリア（HRI）を経て）日立レール社（Hitachi Rail S.p.A.）が製造する、無人運転に対応した都市高速鉄道・地下鉄向けの汎用鉄道車両のシリーズおよびそのブランド。2002年にコペンハーゲン地下鉄で営業運転に投入されたのを皮切りに、欧州だけではなくアジアや北米各地でも採用されている。無線式移動閉塞による無人自動運転システム（CBTC）は同じ日立系のアンサルドSTSが主に手がけている。

## 車両

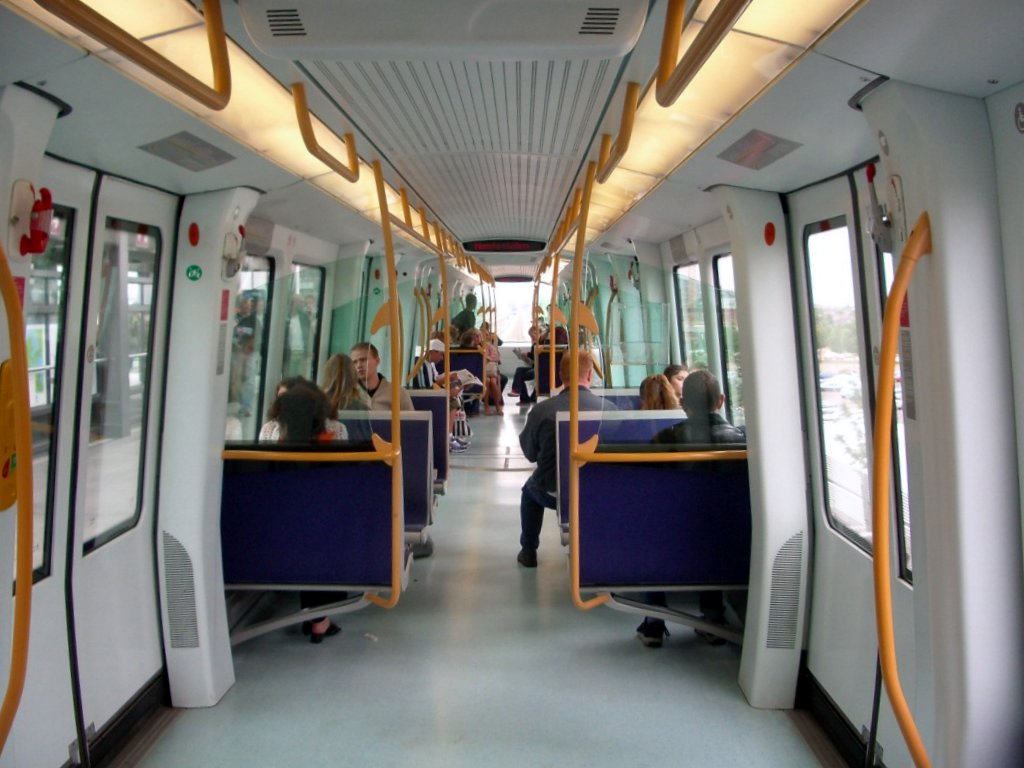
コペンハーゲン地下鉄の内装

車両は統一コンセプトで設計された車体を最少2両、編成長39-109メートル、増結は3-6両で自在に選択できる。車幅はローマとホノルル、リマを除き基本2.65メートル。車高は3.4-3.85メートルの範囲でカスタマイズ可能。客室扉は1両あたり片側2ヶ所が基本で幅1.3メートル、高さ1.945メートル。運転室がないため、先頭車では客室からの前面展望も可能。
エクステリアデザインはイタリアの代表的な工業デザイナーであるジョルジェット・ジウジアーロ擁するイタルデザイン社が手掛けている。
3-4連の列車の場合、6つの三相交流誘導電動機を備えている。個別の出力は105-128kWで、1台車単位では210-256kW、編成出力は630-764kW。各車両には2つのIGBT-VVVFインバータ制御装置があり、直流1,500Vでの架空電車線方式を採用したローマ、リマ以外は、直流750Vでの第三軌条から集電し、三相交流に変換している。最高速度は80-90km/hで、加減速性能は1.3m/s2。列車ドアの開閉は各駅のホームドアと連動している（ローマ、ミラノ、ブレシア、台北の全駅とコペンハーゲンの地下駅など）。

## 自動運転

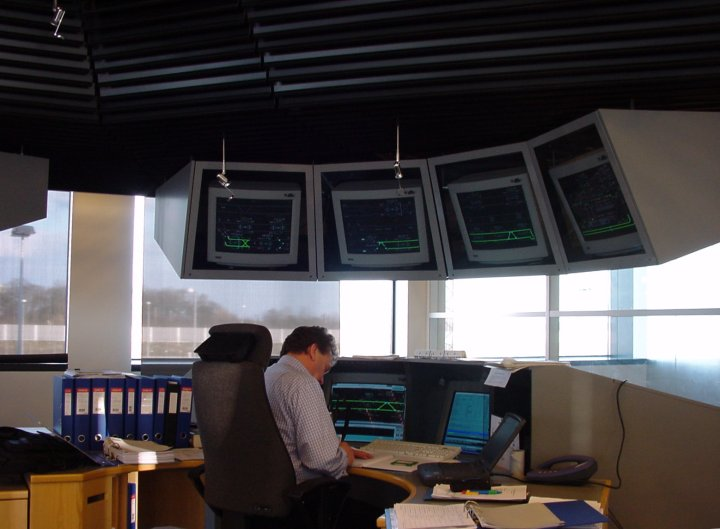
コペンハーゲン地下鉄の集中管理室

運行は各事業者が設ける管制センターと整備工場でコンピュータによる全自動化がなされている。自動列車制御装置（ATC）はATP、ATO、ATS（Automatic Train Supervision、自動列車管理システム）の3つの補助システムで構成されている。
ATPは運行速度や出発時の戸締り確認、分岐器の方向を管理する。駅周辺を除いて移動閉塞を用いている。設計は米国ユニオン・スイッチ・アンド・シグナル（その後2009年にアンサルドが吸収）が担当している。
ATOは在線中の事前定義された列車の停車やドア開閉自動化するためのオートパイロットシステム。ATSはシステム上の軌道、列車、管制センターでのリアルタイム表示を含むネットワーク内の構成要素を監視している。ATCはATPがセーフティクリティカルな状態に陥ったときや他のシステム障害発生時に列車を停止させる。

## 採用事例

### 一覧
| 事業者               | 路線                         | 運行開始       | 編成数 | 編成両数 | 座席数 | 定員  | 全長   | 全幅 | 速度 | 電気方式   | 集電方式       |
| 事業者               | 路線                         | 運行開始       | 編成数 | 編成両数 | 座席数 | 定員  | m      | m    | km/h | 電気方式   | 集電方式       |
| -------------------- | ---------------------------- | -------------- | ------ | -------- | ------ | ----- | ------ | ---- | ---- | ---------- | -------------- |
| コペンハーゲン地下鉄 | M1線、 M2線                  | 2002年         | 34     | 3        | 48     | 280   | 39.0   | 2.65 | 90   | 直流750V   | 第三軌条方式   |
| コペンハーゲン地下鉄 | M3線(シティ・サークルライン) | 2019年         | 39     | 3        | 48     | 280   | 39.0   | 2.65 | 90   | 直流750V   | 第三軌条方式   |
| コペンハーゲン地下鉄 | M4線                         | （予定）2020年 | 39     | 3        | 48     | 280   | 39.0   | 2.65 | 90   | 直流750V   | 第三軌条方式   |
| リヤド P・ヌーラ大学 | リヤド P・ヌーラ大学         | 2012年         | 22     | 2        | 24     | 248   | 28.56  | 2.65 | 60   | 直流750V   | 第三軌条方式   |
| ブレシア地下鉄       | ブレシア地下鉄               | 2013年         | 18     | 3        | 72     | 384   | 39.0   | 2.65 | 80   | 直流750V   | 第三軌条方式   |
| ミラノ地下鉄         | M5線                         | 2013年         | 21     | 4        | 96     | 534   | 50.5   | 2.65 | 80   | 直流750V   | 第三軌条方式   |
| ミラノ地下鉄         | M4線                         | （予定）2021年 | 47     | 4        | 40     | 600   | 50.9   | 2.65 | 80   | 直流750V   | 第三軌条方式   |
| ローマ地下鉄         | C線                          | 2014年         | 30     | 6        | 194    | 867   | 109.4  | 2.85 | 90   | 直流1,500V | 架空電車線方式 |
| 台北捷運             | 環状線                       | 2020年         | 17     | 4        | 98     | 653   | 68.43  | 2.65 | 80   | 直流750V   | 第三軌条方式   |
| スカイライン         | スカイライン                 | （予定）2020年 | 20     | 4        | 120    | 574   | 78.0   | 3.05 | 88   | 直流750V   | 第三軌条方式   |
| テッサロニキ地下鉄   | テッサロニキ地下鉄           | （予定）2020年 | 18     | 4        | 96     | 466   | 51.0   | 2.65 | 90   | 直流750V   | 第三軌条方式   |
| メトロ・デ・リマ     | 2号線、 4号線                | （予定）2020年 | 42     | 6        | 166    | 1,271 | 106.94 | 2.85 | 80   | 直流1,500V | 架空電車線方式 |
| 新北捷運             | 三鶯線                       | （予定）2024年 | 29     | 2        | 50     | 330   | 34.0   | 2.65 | 80   | 直流750V   | 第三軌条方式   |

### コペンハーゲン

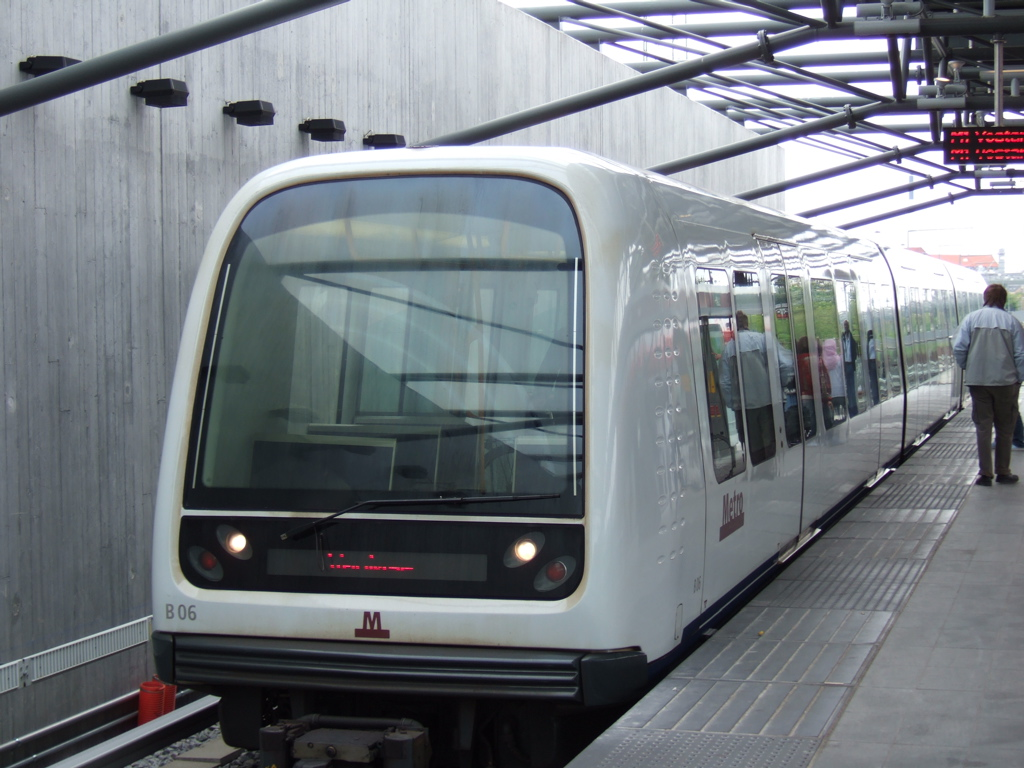
コペンハーゲンのドライバーレス・メトロ

デンマークの首都コペンハーゲンには1号線と2号線合わせて20.5km、22駅に及ぶ路線網があり、2002年と2007年に開業し、市街地とコペンハーゲン空港やアマー島、フレゼレクスベアを結んでいる。ドライバーレス・メトロが初めて採用された都市で、3両編成の列車34編成が終夜運転を含め2-12分間隔で運行中。シティ・サークルライン（M3線）が2019年に開業し、M4線も建設中。

### リヤド
プリンセス・ヌーラ・ビント・アブドゥッラハマーン女子大学内を周回する軌道交通として全長11.5kmの専用メトロが2012年に開業している。

### ブレシア

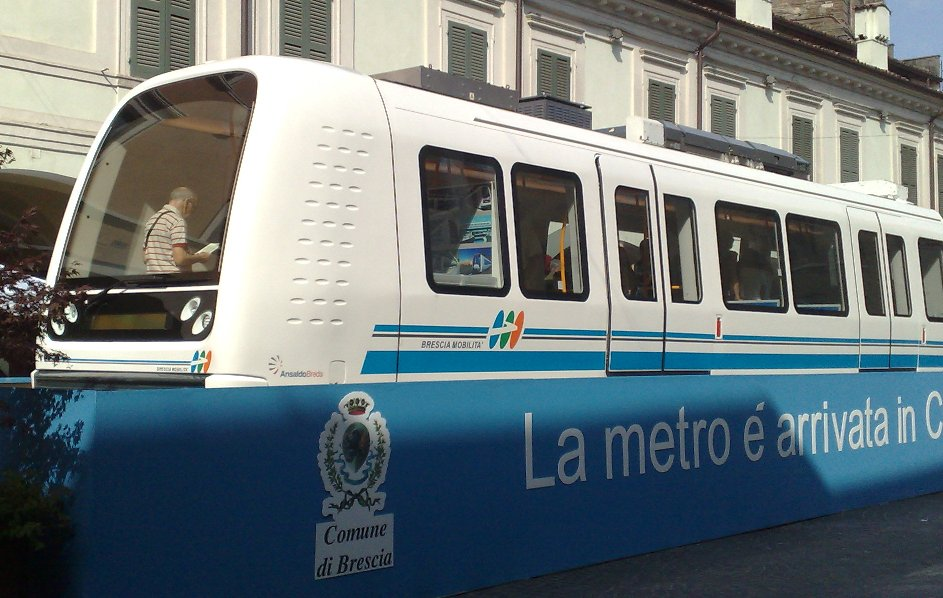
ブレシア地下鉄の車両

2013年に開業したイタリアのブレシア地下鉄は3段階に分かれて全長18km、17駅の路線整備が進行中。90秒間隔で運転され、18編成が発注された。

### ミラノ

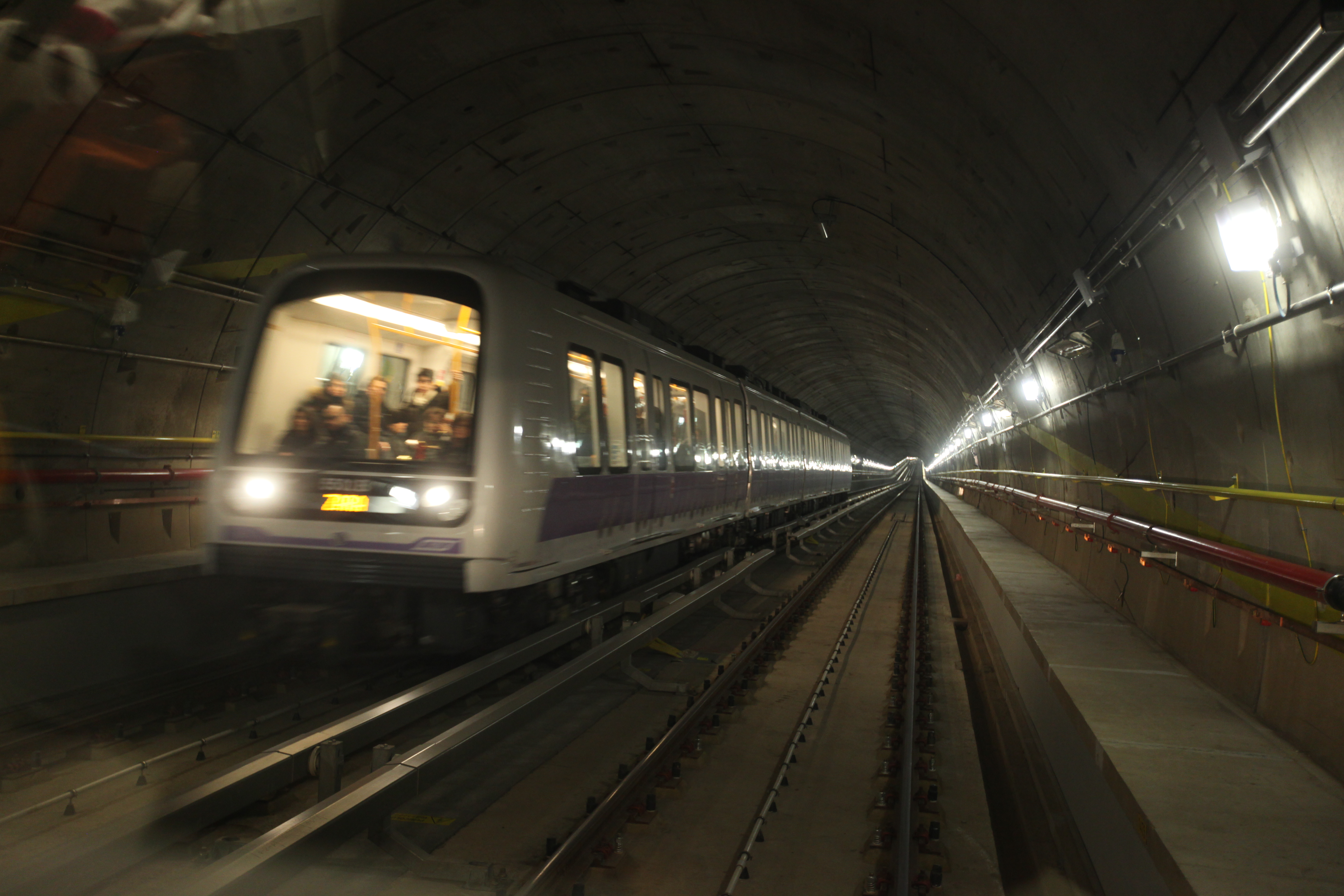
ミラノ5号線車両

ビニャーミ駅とM3線のザーラ駅を結ぶ5.6km、事業費5億ユーロを投じたミラノ地下鉄M5線の第1期区間は2013年2月10日に、2期目のスタディオ・ジュゼッペ・メアッツァの最寄り駅サン・シーロ・スターディオ駅までを結ぶ区間は2014年3月1日に開業した。3期目と4期目の延伸事業も計画中。軌道はアルストム、信号・通信はアンサルドSTS、車両はアンサルドブレーダが受注している。

### ローマ

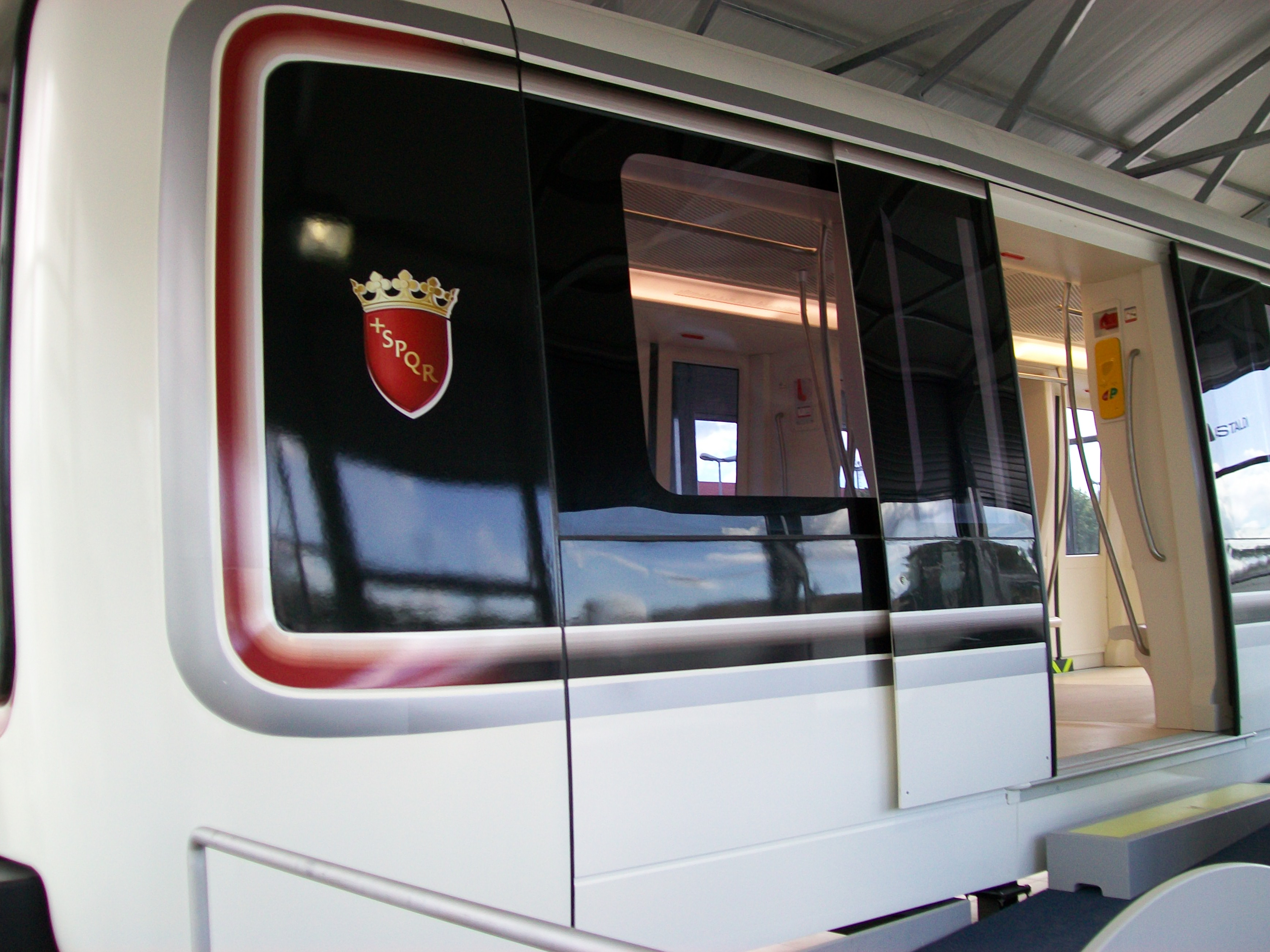
ローマC線

全長25.5kmのローマ地下鉄C線は2014年11月に17.6kmが一部開業している。全線開業後は30駅が設置され、21駅が地下駅となる。輸送力は上下各24,000人/毎時を想定しており、1編成6連の車両30編成が発注され、全幅がこの形式の標準的なものより20センチ拡大され、編成定員も1,200人を確保している。平均速度は35km/hで運転間隔は3-12分。総事業費30億ユーロで工程は4段階に分割して進行している。2014年に最初の区間が開業後は2015年、2018年、2022年に順次延伸される。

### ホノルル

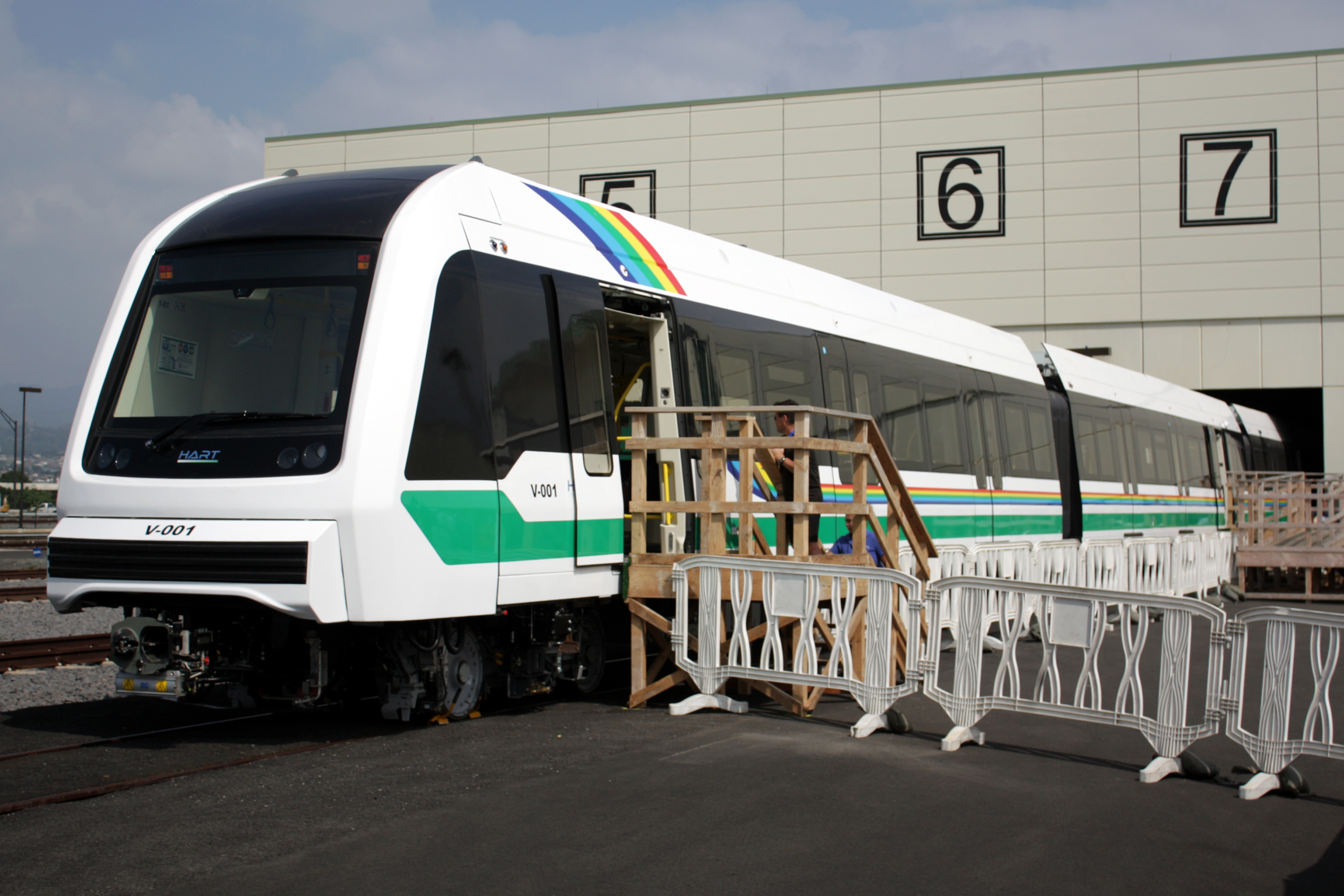
スカイラインの車両

スカイラインは米国ハワイ州オアフ島のホノルル郡内を結ぶ鉄道。2022年に21駅で暫定開業、2031年に全線開業を目指している。2016年にカリフォルニア州ピッツバーグの工場から第1編成がハワイへ輸送された。
車内には自転車やサーフボードを設置するスペースが設けられている。

### 台北

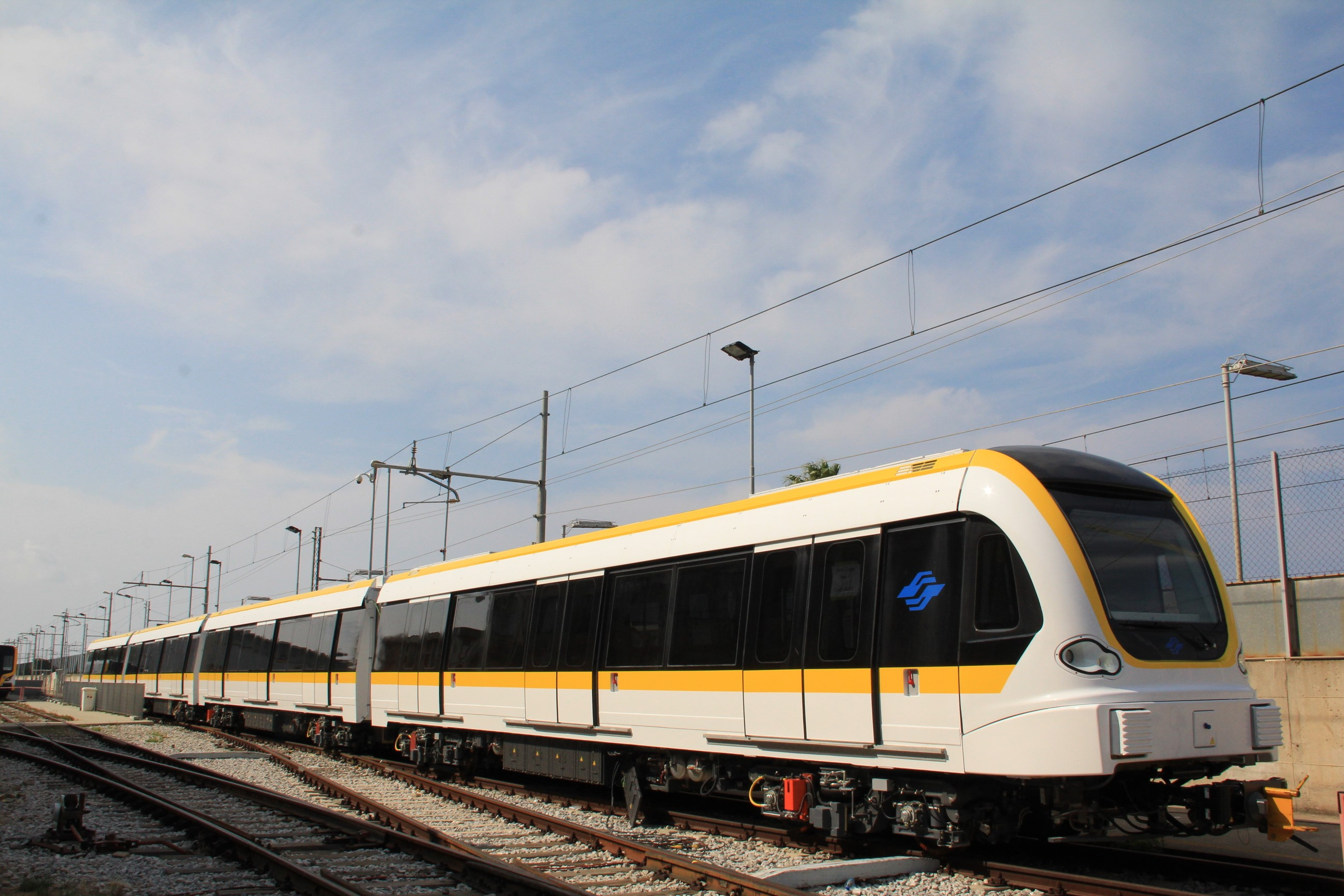
台北環状線の車両

台湾の台北都市圏中心部から放射線状に伸びる既存の台北捷運路線を郊外部で結合し、最終的には全長50km超の環状路線となる構想。4分割で計画が進行し、このうち着工済みの一部区間15.4km・14駅が2020年1月に開業。台北市政府捷運工程局と4連の電車17編成を納入する契約が結ばれている。台湾鉄路管理局EMU300型電車（ソシミ製）以来約30年ぶりにイタリア製車両が台湾で投入されることになる。2編成は完成車としてイタリアから運ばれるが、15編成は台湾車輌公司によって台湾で組み立てられる。桃園機場捷運との乗換があることから、空港利用者の便宜のため大型荷物を設置するスペースが設けられている。

### テッサロニキ
ギリシャ第二の都市テッサロニキでは2006年から本線が起工、2020年に開業予定で総額8億ユーロを投じて工事中。
9.5kmの地下路線に13駅が設置され、アテネ地下鉄を運営するアッティカ・メトロ社が運営事業者として3連1編成の車両を18編成発注している。それぞれ5kmの支線系統2本も整備中。

### リマ
ペルーの首都リマで建設中の市街を東西に貫く2号線と途中で2号線に接続し、ホルヘ・チャベス国際空港へのアクセスを担う4号線支線で採用が決まっている。4号線は2段階に分けて開業予定で、2号線の車両は2016年8月16日にサレルノから海上輸送された。ローマに続いて架線集電方式を採用し、日立を含むコンソーシアムは30年間の運行と保守業務を請け負っている。

### 新北
台湾最大人口を擁し、台北捷運が市内に延伸されている新北市でも独自の捷運路線が計画され、新北捷運の路線として台北捷運板南線の終端頂埔駅から三峡区、鶯歌区を結ぶ三鶯線が2023年末完工・開業予定で整備中。アンサルド・ブレーダが日立レールイタリアとなってからは初の受注案件で台北の環状線の半分となる2両1編成の車両29編成が新北市政府捷運工程局から発注された。当初は全編成イタリアで製造される予定が、途中の編成から輸送コスト削減のために日立製作所笠戸事業所で製造されることになったが、最終的には全編成笠戸での製造となり、2023年以降出荷が開始されている。

### 註釈
1. ↑  別途68席の収納式座席